# Корнеліс Трост
Корнеліс Трост (нід. Cornelis Troost; 1697 — 7 березня 1750) — голландський художник доби рококо.

## Біографія

### Автопортрет
На пізньому автопортреті художник подав себе з самоповагою, але реалістично, не приховуючи недоліків зовнішності. Йому 48, і він наче підводить висновки.
Невеликий на зріст, з подвійним підборіддям літньої людини, з простеньким і незграбним одягом наче з чужих плечей. Це ще один портрет в інтер'єрі, які він створював неодноразово. В автопортреті підкреслена лише причетність майстра до шляхетного мистецтва. Звідси мольберт і картина, гіпсова маска і малюнок на стіні, перський килим, розкішно надрукована книга, оперта на погруддя. Все це натяки на майстерню художника, що більше нагадує звичайний міщанський осередок голландця, який досяг добробуту, але не багатства і незалежності.

### Ранні роки

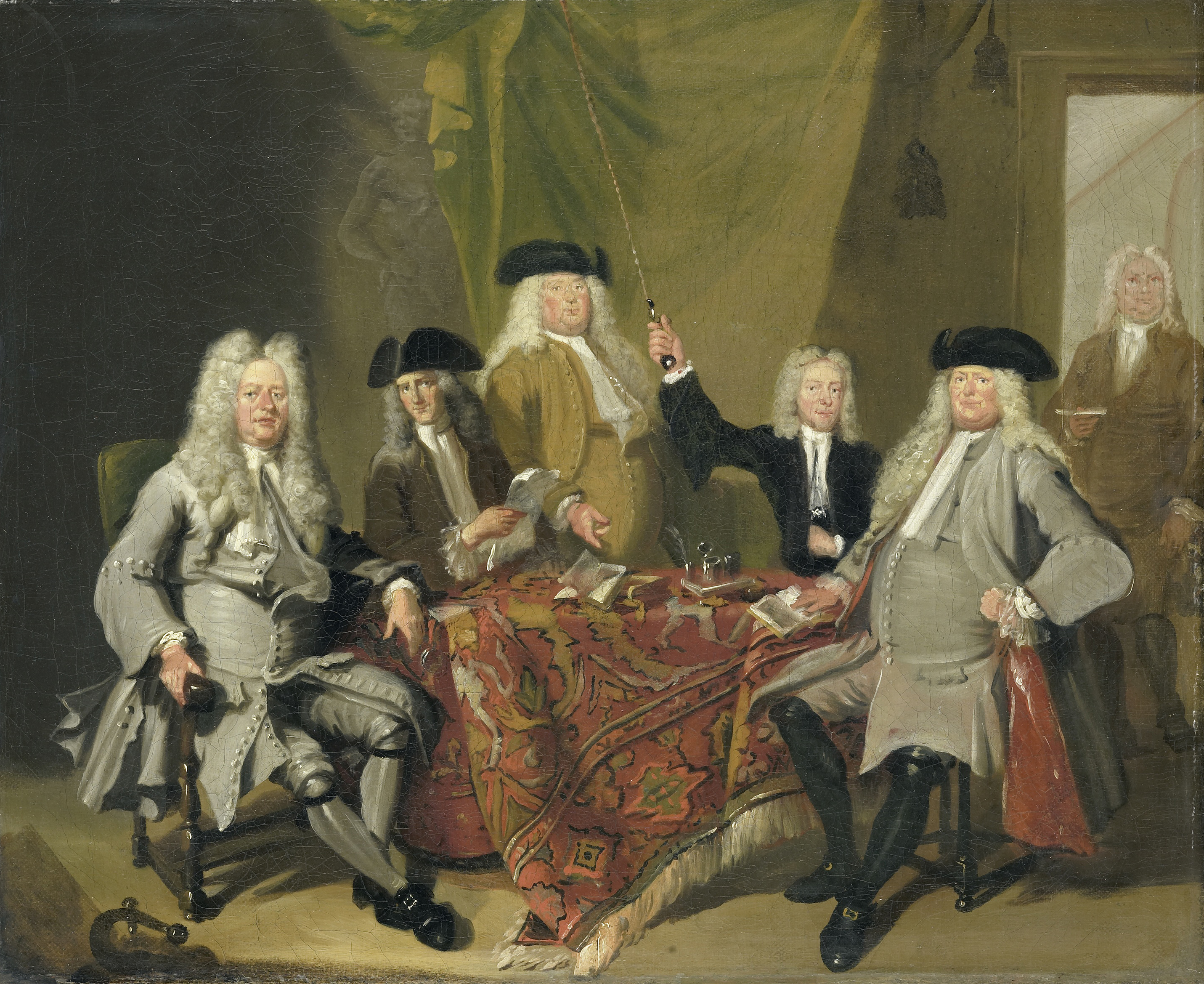
Груповий портрет інспекторів колегії лікарів, Державний музей (Амстердам)

Син Яна Троста і Барбари Мібек Круйваген. Молодий та емоційний Корнеліс опановував акторське ремесло і навіть виступав в Новому Амстердамському театрі.
Але змінив напрям діяльності, коли батьки віддали сина в майстерню художника — портретиста на ім'я Арнольд Боонен.
На початку художньої кар'єри він сам малював портрети. Один з перших — портрет інспекторів колегії лікарів, який зробив його досить відомим. Художник подав солідних і товстих інспекторів у традиції групових портретів своєї країни. Кожного добре видно, не прихована значущість особ і їх модний на той час французький одяг — трикутні капелюхи, перуки тощо. Мініатюрних розмірів картина (40 x 49 см), має, однак, усі ознаки парадного портрету — коштовний килим як скатертина, зелена завіса з китицями і навіть солідний слуга з листом у дверному отворі.
Голландські майстри рідко створювали картини завеликих розмірів, бо головними споживачами їх творів були містяни, що мешкали в невеликих будинках. Це були не палаци, тому й переважали полотна невеликих розмірів. Була навіть традиція вмістити якомога більше речей чи персон в невелике полотно, коли мале вміщало велетенське. І голландські споживачі живопису довго і залюбки розглядали такі картини. Ознаки великого в малому має й груповий портрет інспекторів колегії лікарів.

### Спроби в різних жанрах

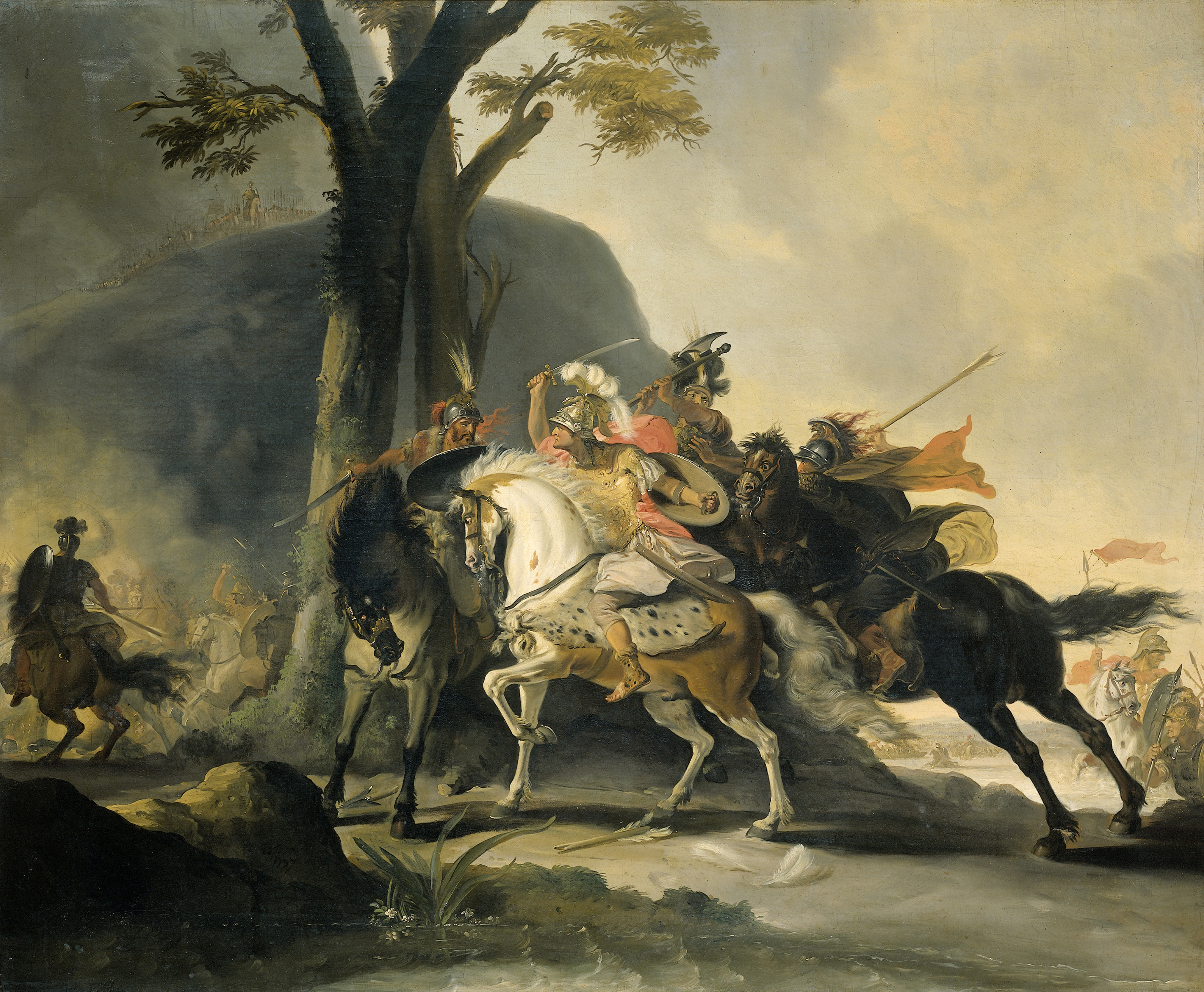
«Батальна сцена з Олександром Македонським»

Персонажі картин Троста — добропорядні містяни чи успішні підприємці. Він зовсім не художник селян чи амстердамської бідноти. Особи на його картинах займаються музикою, неспішними домашніми справами, пораються в мініатюрному садку, перебувають на нараді.
Трост не зупинився лише на створенні портретів. Аби розширити свій репертуар як художника, береться за створення батальних картин («Батальна сцена з Олександром Македонським»), портретів з одною персоною, малює тварин, театральні і жанрові сценки («Урок анатомії доктора Віллема Рюеля», «Зала кофейні в Амстердамі», Ермітаж, «Приватний садок в Амстердамі», «Забави в парку»). В цих творах він — послідовник відомих голландських майстрів, серед яких сам Рембрандт («Урок анатомії доктора Тюльпа») Ян Стен чи Пітер де Хох. Але все скромніше, без рембрандтового темпераменту чи колористичних знахідок Яна Вермера чи Пітера де Хоха. Відчуваються впливи другорядних майстрів французького рококо — Ніколя Ланкре, Антуана Патера. Хоча художник не став їх копіїстом ні в колориті, ні в сюжетах.
Але найбільш вдавалися художнику групові портрети і портрети в інтер'єрі.

### Портрети в інтер'єрі

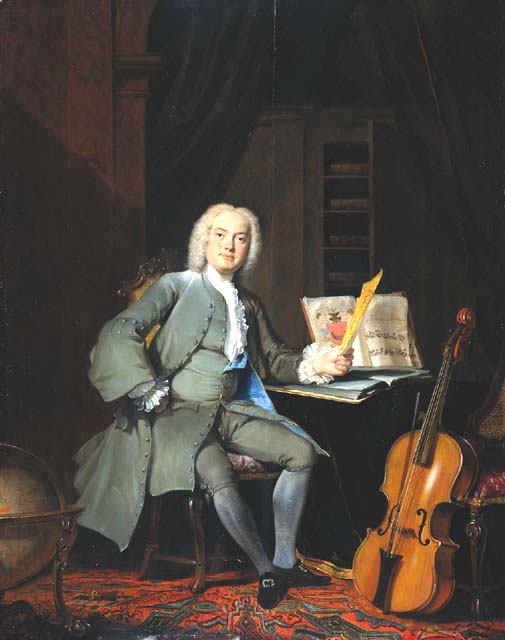
Прихильник музики з родини ван дер Мерс
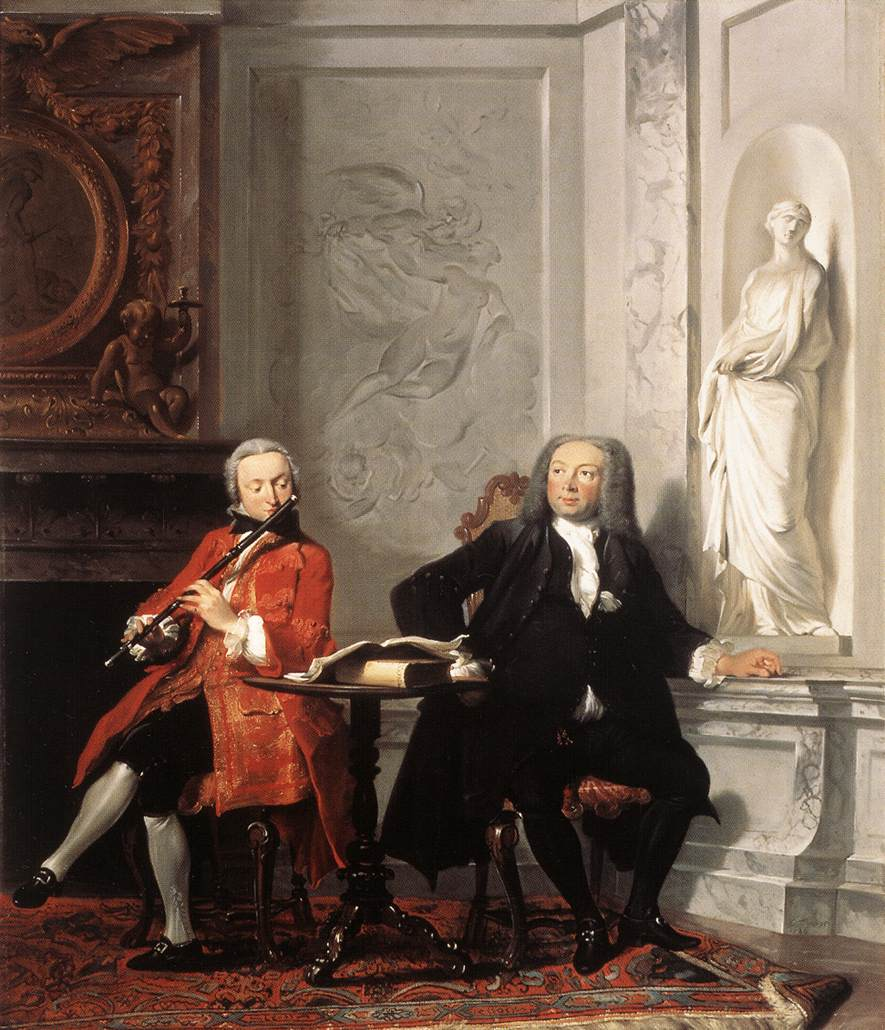
Портрет Єроніма Тоннемана з сином
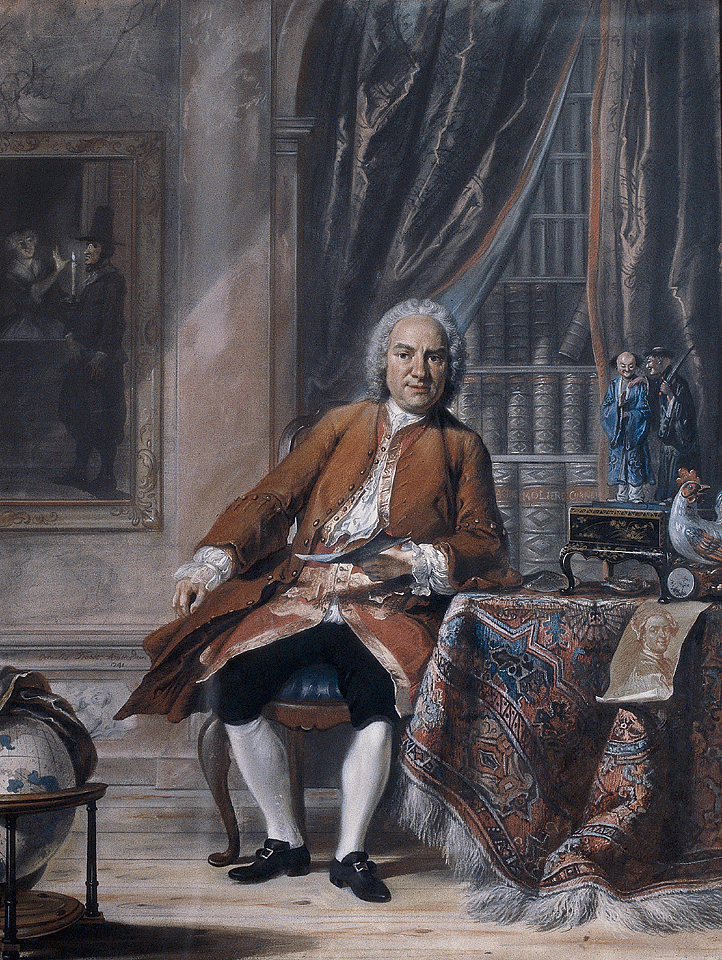
Ян Якоб Мауріций

### Останні роки
Трост майже все життя прожив в Амстердамі. Театр не відпустив художника далеко — він навіть узяв шлюб з Марі ван дер Дайн, акторкою. Їх син став брокером і колекціонером витворів мистецтва і гравюр. Створенням офортів та гравюр чорною манерою займався і сам художник.
Трост помер в Амстердамі і був похований в Новій церкві міста.

## Галерея творів

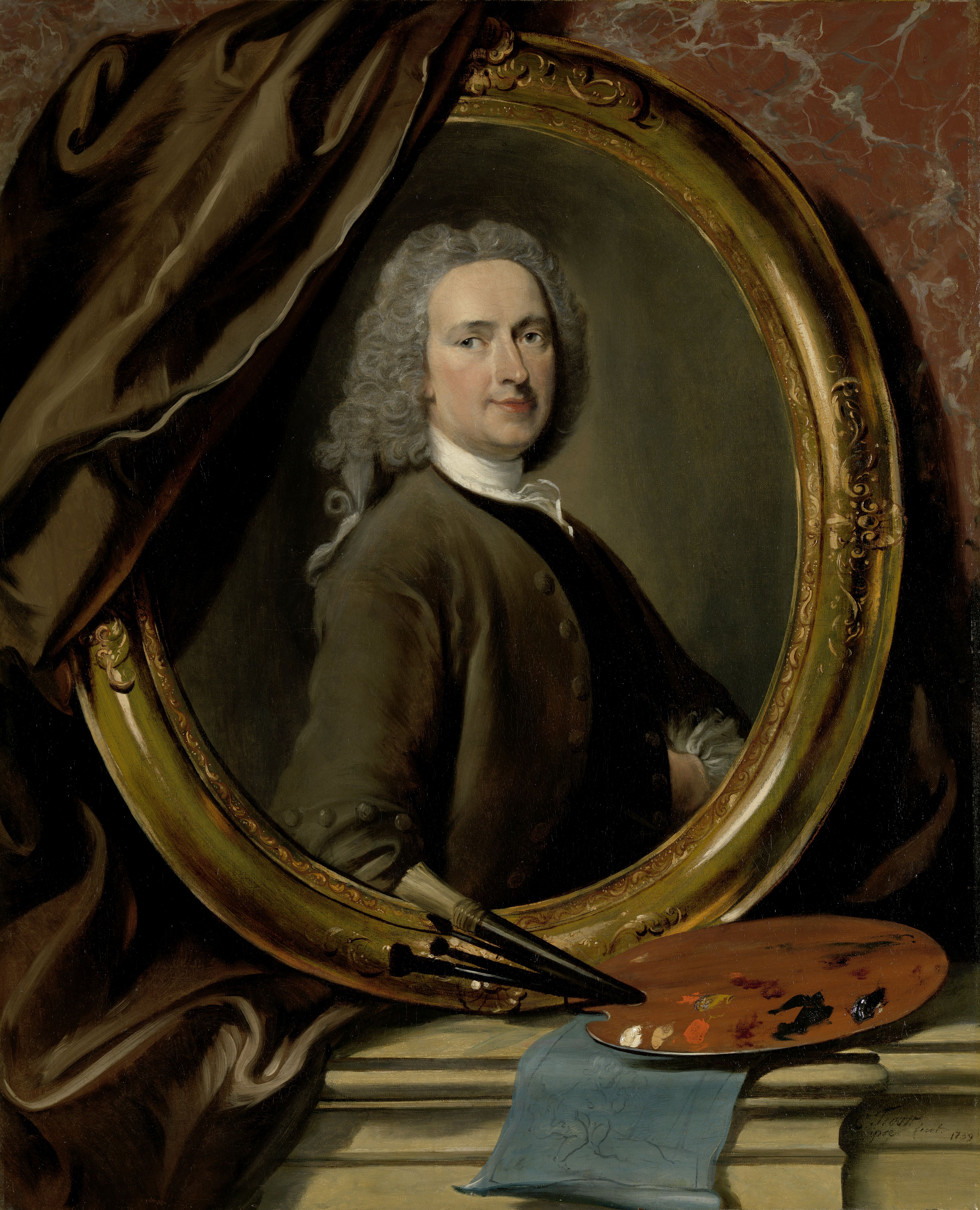
Автопортрет, Державний музей (Амстердам)

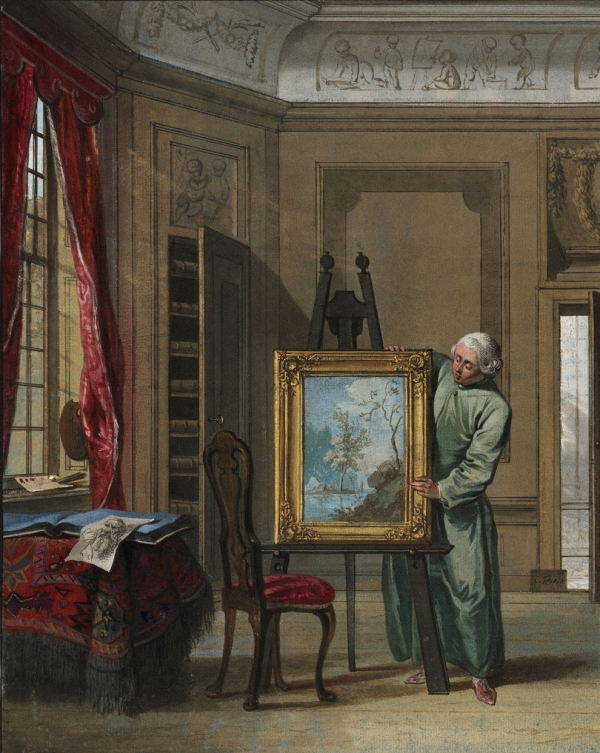
«Кабінет колекціонера»
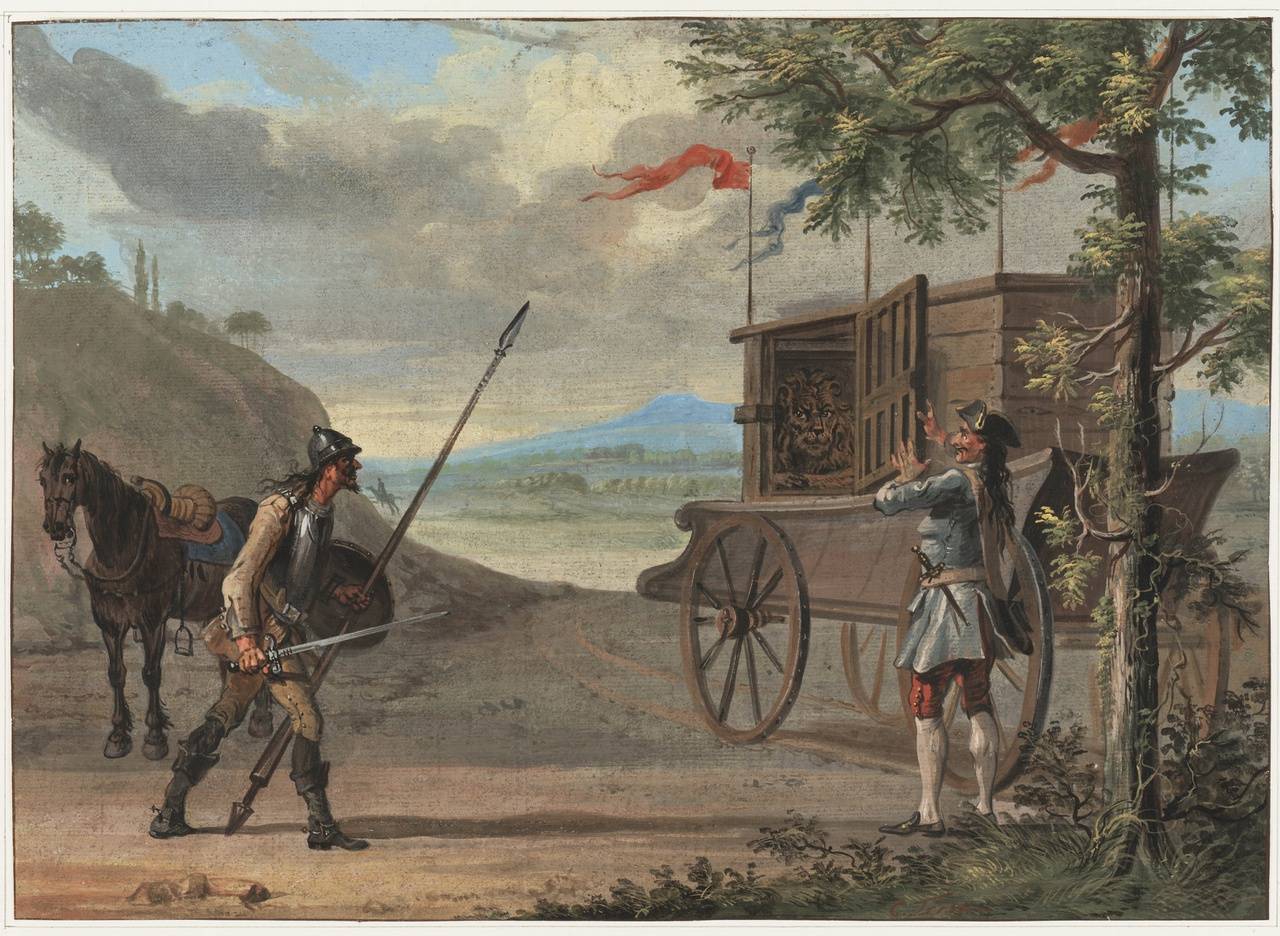
«Двобій Дон Кіхота із левом»